# 江阴市祝塘中学
江阴市祝塘中学，是江苏省三星级普通高中。曾被列为江阴市6所重点中学之一。1996年8月29日，祝塘中学移址新建工程奠基开工典礼举行。

## 知名校友
- 陆锡良，长泾人，第二炮兵党委委员，少将，1955年9月就读于江苏省江阴县祝塘中学。